# Ruisui
Ruisui (瑞穗鄉S, Ruìsuì XiāngP) è un comune di Taiwan, situato nella provincia di Taiwan e nella contea di Hualien.